# (13011) Loeillet
(13011) Loeillet est un astéroïde de la ceinture principale.

## Description
(13011) Loeillet est un astéroïde de la ceinture principale. Il fut découvert le 26 août 1987 à La Silla par Eric Walter Elst. Il présente une orbite caractérisée par un demi-grand axe de 3,08 UA, une excentricité de 0,13 et une inclinaison de 10,5° par rapport à l'écliptique.
Cet astéroïde est nommé en l'honneur des deux compositeurs Jean-Baptiste Lœillet, dits « de Gand » et « de Londres » pour les distinguer.

## Compléments